# Cotton Club girl
Cotton Club girl er en dansk portrætfilm fra 2002 med instruktion og manuskript af Mariella Harpelunde Jensen.

## Handling
I 1920'erne og 30'ernes New York dansede Juanita Boisseau på den legendariske natklub The Cotton Club. I dag er Juanita 89 år gammel, og hun bor stadig i sin lejlighed i Harlem, få gader fra hjørnet, hvor The Cotton Club engang var centrum for den ypperste underholdning i Amerika. Juanita arbejdede med verdensnavne som Duke Ellington og Louis Armstrong, men hendes eget liv var ikke så glamourøst. Juanitas små stuer er fyldt med minder, stemninger og historier fra et liv med æggende dans, som hun stadig udøver. Den vodka-drikkende Juanita har stadig smukke ben, og når musikken spiller, kan ingen holde hende tilbage. Filmen tegner et portræt af et menneske, som skulle have været en abort. Juanita stræbte efter rigdom og berømmelse - og har båret livet med en tankevækkende styrke og stolthed.